# Ludmilla Martinkovics
Ludmilla Martinkovics (* 31. Oktober 1935 in Dörfl als Ludmilla Faymann) ist eine ehemalige, österreichische Politikerin (ÖVP) und Landessekretärin der Frauenbewegung. Sie war von 1988 bis 1991 Abgeordnete zum Burgenländischen Landtag. 
Martinkovics besuchte die Volksschule in Dörfl und die Hauptschule in Steinberg, bevor sie die Hauswirtschaftsschule und ein Jahr der Krankenschwesternschule in Wien absolvierte. Sie war danach zwei Jahre als Krankenschwester beschäftigt und arbeitete danach in der elterlichen Gastwirtschaft. Martinkovics wurde 1969 Ortsleiterin der Österreichischen Frauenbewegung (ÖFB) in Dörfl und stieg 1979 zur Bezirksleiterin auf. Daneben arbeitete sie ab 1985 als ÖFB-Landessekretärin und war Mitglied der ÖFB-Bundesleitung. Zudem war sie von 1982 bis 1987 als Gemeinderätin in Steinberg-Dörfl aktiv und übernahm 1989 die Funktion der ÖFB-Landesleiterstellvertreterin. Martinkovics wurde am 8. Februar 1988 als Abgeordnete zum Burgenländischen Landtag angelobt, trat jedoch am 18. Juni 1991 aus der ÖVP aus und legte alle Funktionen zurück. Sie schied am 18. Juli 1991 aus dem Landtag aus.
Martinkovics wurde am 16. Februar 1991 zur Obfrau des Musikvereins Dörfl gewählt und wirkte bis zum 1. April 2000 in dieser Funktion. Nach dem Ausscheiden aus dieser Funktion wurde sie zur Ehrenobfrau des Musikvereins gewählt.